# Oloví
Oloví (en allemand : Bleistadt, littéralement « la ville du plomb ») est une ville du district de Sokolov, dans la région de Karlovy Vary, en République tchèque. Sa population s'élevait à 1 641 habitants en 2024.

## Géographie
Oloví est arrosée par la Svatava et se trouve dans les monts Métallifères, à 23 km à l'ouest de Karlovy Vary, à 24 km au nord-est de Cheb et à 136 km à l'ouest de Prague.
La commune est limitée par l'Allemagne au nord-ouest, par Rotava au nord-est, par Jindřichovice à l'est, par Dolní Nivy au sud-est, et par Krajková au sud et au sud-ouest.

## Histoire
L'origine connue de la ville remonte à la mise en exploitation d'une mine de plomb au XIVe siècle.